# UltraRAM

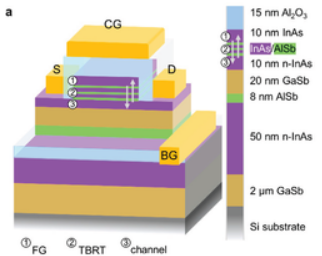
Secció transversal esquemàtica d'un dispositiu amb les capes de material corresponents. (Crèdit d'imatge: Universitat de Lancaster).

UltraRAM és un nou dispositiu d'emmagatzematge que està en desenvolupament. El departament de Física i Enginyeria de la Universitat de Lancaster, en col·laboració amb el Departament de Física de Warwick, va publicar un article a la revista de materials electrònics avançats que suggereix un avenç en la possibilitat de producció massiva d'UltraRAM. S'ha descrit com una tecnologia d'emmagatzematge de memòria que "combina la no volatilitat d'una memòria d'emmagatzematge de dades, com el flash, amb la velocitat, l'eficiència energètica i la resistència d'una memòria de treball, com la DRAM ". Tot i que l'equip de Lancaster va realitzar alguns experiments bàsics per demostrar els principis en acció, UltraRAM segueix sent majoritàriament teòric de moment. Els investigadors de la Universitat de Lancaster diuen que s'està treballant més per millorar la qualitat, afinar el procés de fabricació i implementar i escalar dispositius UltraRAM.

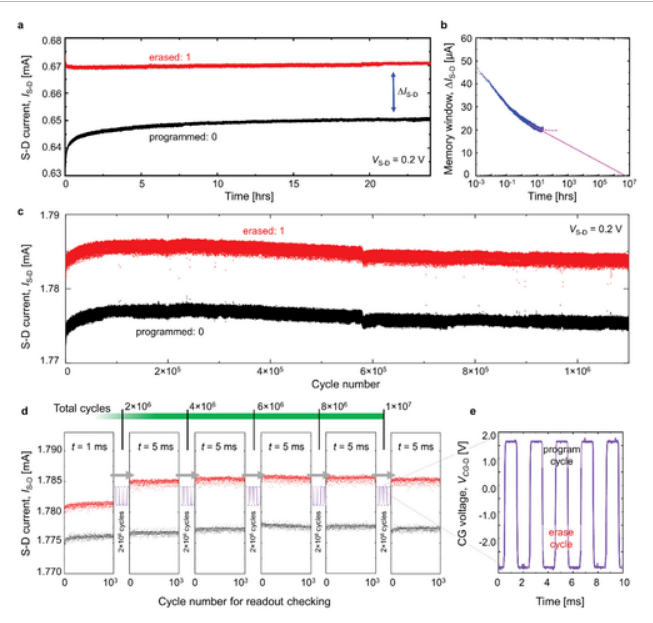
Característiques de retenció i resistència. a) Dades de retenció per a una cel·la de 20 µm de longitud de porta. b) Diferència de corrent SD (∆ I S-D) per a la retenció > 24 h representada en una escala logarítmica. c) Dades de resistència per a cicles continus de lectura-esborrat-lectura de programa (impulsos de 5 ms) en una segona cel·la de 20 µm de longitud de porta. d) Resistència ampliada a >107 cicles. e) Traça de l'oscil·loscopi que mostra la polarització de la porta aplicada per a una secció del tren de polsos.

ULTRARAM és una memòria basada en càrrega on l'estat lògic està determinat per la presència o absència d'electrons en un FG (Front Gate). El FG està aïllat elèctricament de la porta de control (CG) pel dielèctric Al2O3, i del canal subjacent per l'heteroestructura InAs/AlSb TBRT. La presència d'electrons al FG (que defineix un estat lògic 0) esgota els portadors del canal InAs de tipus n subjacent, reduint la seva conductància. Així, l'estat de càrrega del FG i, per tant, l'estat lògic de la memòria, es llegeix de manera no destructiva mesurant el corrent a través del canal quan s'aplica una tensió entre els contactes de font (S) i drenatge (D). El component final de la memòria és la porta posterior InAs (BG), que permet aplicar tensions verticalment a través de la pila de porta per a diverses operacions.
La novetat que sustenta la memòria és l'estructura TBRT (Triple Barrier Resonant Tunneling) que, a diferència de les barreres d'una sola capa, es pot canviar d'un estat altament resistent elèctricament a un estat altament conductor mitjançant l'aplicació de només ±2,5 V. Això s'aconsegueix mitjançant disseny acurat dels gruixos de les barreres AlSb i les capes InAs QW (Quàntic Well). Quan la memòria es troba en estat de retenció, és a dir, quan no s'aplica cap tensió al dispositiu, els estats bàsics d'electrons dels TBRT QW estan desalineats entre si i estan energèticament molt per sobre de les poblacions d'electrons de 300 K de les capes de canal i InAs FG. De fet, la no volatilitat es veu reforçada pels estats fonamentals QW que resideixen a una energia inusualment alta per a una estructura de túnel ressonant. Això es deu a una combinació dels QW ultra prims i la massa efectiva d'electrons extraordinàriament baixa en InAs. En aquest estat, el TBRT proporciona una gran barrera que impedeix la transferència d'electrons dins o fora del FG. Tanmateix, l'aplicació d'un biaix adequat al dispositiu inclina la banda de conducció de manera que els estats fonamentals TBRT QW s'alineen amb els estats d'electrons ocupats al canal (durant l'operació del programa) o el FG (durant l'operació d'esborrat). Això permet que els electrons es moguin ràpidament a través de la regió TBRT en la direcció prevista pel procés de mecànica quàntica inherentment ràpid de túnel ressonant. A causa de les baixes tensions necessàries i la baixa capacitat per unitat d'àrea del dispositiu en comparació amb la DRAM, es preveuen energies de commutació d'estat lògic ultrabaixes de 10-17 J per a 20 nm, que són dos i tres ordres de magnitud inferiors a la DRAM i el flaix respectivament. Tanmateix, abans que aquesta energia de commutació ultra baixa es pugui realitzar mitjançant la fabricació de dispositius a escala nm, primer s'han d'entendre i optimitzar les propietats fonamentals dels dispositius a escala µm. Els dispositius prototip d'ULTRARAM cultivats sobre substrats de GaAs han mostrat anteriorment una retenció no volàtil limitada per experiments, no limitada pel dispositiu, de 105 s i una resistència de 106 cicles d'esborrat de programes.